# Toulrabia willsi
Toulrabia willsi is een vlokreeftensoort uit de familie van de Paramelitidae. De wetenschappelijke naam van de soort is voor het eerst geldig gepubliceerd in 1995 door Barnard & Williams.